# Graphis antillarum
Graphis antillarum är en lavart som beskrevs av Vain. Graphis antillarum ingår i släktet Graphis och familjen Graphidaceae.   Inga underarter finns listade i Catalogue of Life.